# 圣方济各沙勿略教堂 (胡志明市)

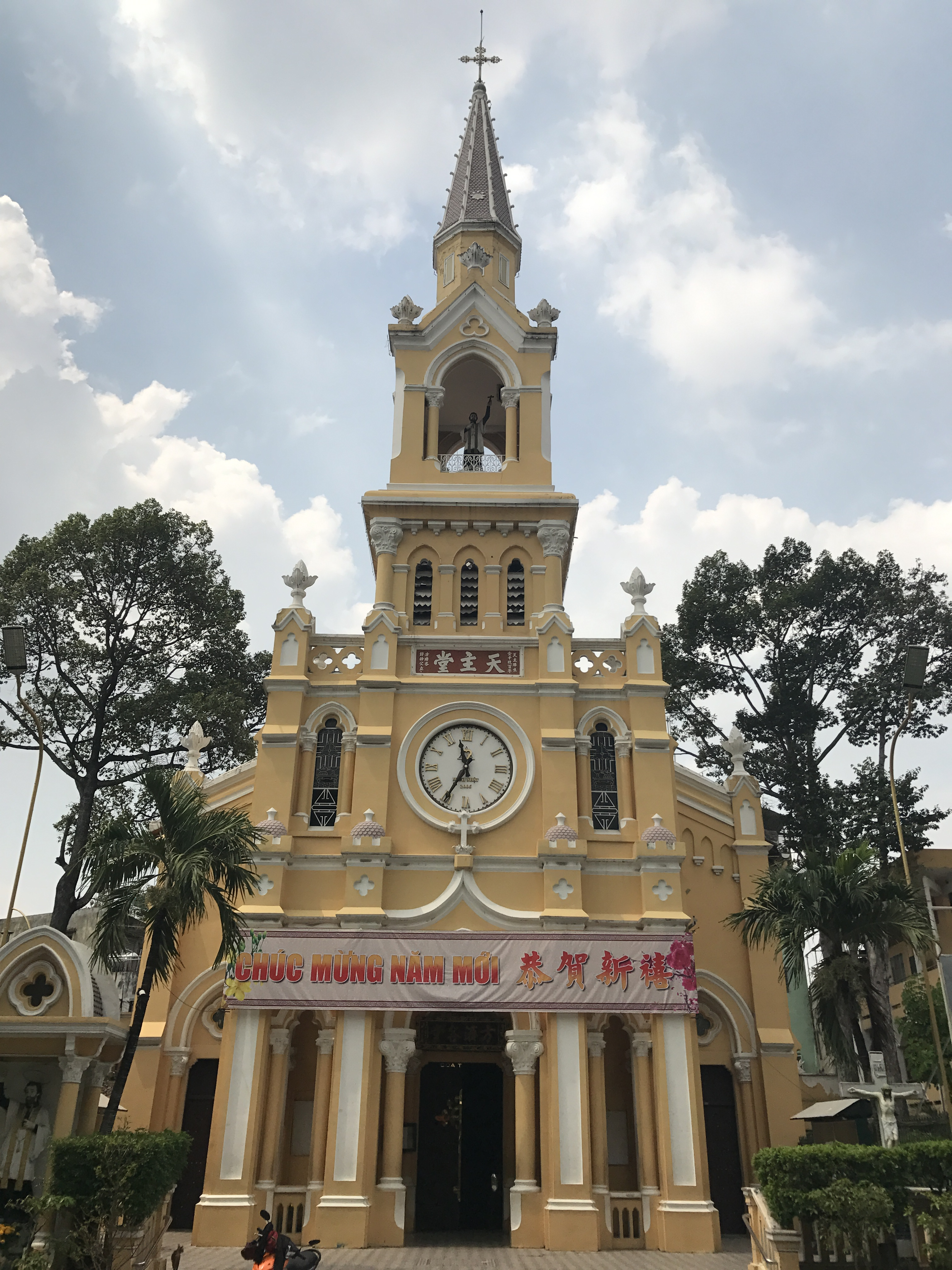
圣方济各天主堂

圣方济各沙勿略教堂（Nhà thờ Thánh Phanxicô Xaviê），俗称 Cha Tam教堂，是越南胡志明市五区（堤岸区）一座古老的教堂，属于天主教胡志明市总教区。

## 起源
考虑到堤岸区的华人天主教教徒没有祈祷之处，法国总督Lagrandiere 下令公共工程局为他们修建一座教堂。
1900年12月3日，聖方濟·沙勿略瞻礼日，西贡主教Mossard为教堂奠基。1902年1月10日，教堂举行祝圣典礼。

## 建筑
虽然教堂采用了欧洲哥特式建筑，但是融入了中国文化因素。堂中对联：
幻世浮荣不足满人愿，
天乡永福方能充善心。

## 吳廷琰
1963年11月1日，军事政变爆发，越南共和国总统吳廷琰及其咨询弟弟吴廷瑈在此栖身。第二天早晨，即在1963年11月2日，吳廷琰兄弟被捕并被杀害。